# Pancho Quilici
Pancho Quilici (Caracas, Venezuela, 16 de abril de 1954) es un artista plástico venezolano, conocido por su obra llena de paisajes geométricos y abandonados, de arquitecturas imposibles, de influencia simbólica y fantástica.

## Biografía
Pancho Quilici es hijo del arquitecto Antonio Quilici y de Elena de Quilici.
En 1978 egresa del Instituto Neumann y ese mismo año estudia técnicas gráficas en el Centro de Enseñanza Gráfica (CEGRA), donde fue alumno de Alirio Palacios, Luisa Palacios, Luisa Richter y Édgar Sánchez.
Ha sido profesor de técnicas de expresión en el Instituto Tecnológico Antonio José de Sucre (Caracas).
En 1981 recibió una beca y viajó a París, donde vive desde entonces. Desde temprano se destacó en el dibujo y, posteriormente, en el grabado y la pintura. 
Desde 1977 participa en exposiciones colectivas y salones, en los que ha sido premiado desde 1978, incluyendo la "Exposición internacional de arte" de Chicago y la Feria Internacional de Arte Contemporáneo de París.

## Trayectoria
En 1990, el gobierno francés le encarga la ejecución de un mural para la villa de Arcueil.
Al año siguiente, concibe la escenografía de Idoménée  para la Ópera de La Bastilla (París).
En 1990 expone "Un viaje al origen" en el Museo de Bellas Artes de Caracas, con obras fechadas entre 1989 y 1991, en las que destacaron los viajes rítmicos, el número multiplicado en el paisaje y la instalación.
En la exposición colectiva "Venezuela. Nuevas cartografías y cosmogonías" (Galería de Arte Nacional, 1991) realizó El planeta se mira a sí mismo (1991, colección GAN), "instalación en la que representó un templo imaginario en donde los cuatro elementos se unían simbólicamente para representar la naturaleza; la pieza estaba formada por un gran mosaico en acrílico, óleo, acuarela y grafito sobre tela, enmarcado por un peristilo de papel".
En 1998 expone "Errancias" (Sala RG), a partir de símbolos y arquetipos, donde presentó obras de gran formato como El gran vidrio (homenaje a Duchamp), realizado en aluminio, madera, cable y cristal, y El gran registro, una tela de siete metros.
Quilici ha ilustrado revistas como Falso Cuaderno y La Gaveta Ilustrada.
En 2023, la Maison de l’Amérique latiné de París organiza la exposición L'Outreligne, en la que participa junto con el artista y arquitecto venezolano Milton Becerra.

## Estilo
Para Juan Calzadilla, el virtuosismo de Pancho Quilici como dibujante es notable desde sus inicios, "la composición se dispara hacia los espacios abiertos como la tentativa del hombre infinito por alcanzar el conocimiento cósmico. Quilici recompone las reglas de la sección de oro del renacimiento ajustándolas a una visión surrealista que, en su amplitud focal, roza la ciencia ficción y la alquimia".